# József Tóth (1929)
József Tóth (hongarès: Tóth József)  (Mersevát, 16 de maig de 1929 - Budapest, 9 d'octubre de 2017) fou un futbolista hongarès de la dècada de 1950.
Fou internacional amb la selecció de futbol d'Hongria amb la qual participà a la copa del Món de futbol de 1954.
Pel que fa a clubs, destacà a Csepeli Vasas, actual Csepel SC.
Trajectòria com a entrenador:
- 1964–1967 Kaposvári Rákóczi
- 1967–1970 Pápai Textiles